# Danaba
Danaba era una città romana, che nel corso del Tardo impero romano faceva parte della provincia della Phoenicia Secunda.

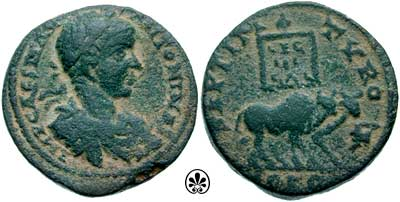
Due tori, simbolo della Legio III Gallica, trasportano un carro recante l'insegna della legione LEG III GAL, sul rovescio di questa moneta di Eliogabalo; la III Gallica fu di stanza a Danaba almeno fino all'inizio del V secolo.

Danaba è menzionata da Claudio Tolomeo (Geographia, V, xv, 24) come città nel territorio di Palmira. Secondo la guida stradale romana nota come Tabula Peutingeriana (dove è chiamata Danova) era una stazione militare romana tra Damasco e Palmira, a venti miglia da Nezala. Tra la metà del III secolo e l'inizio del V fu fortezza e sede della Legio III Gallica.
Oggi Danaba può essere identificata con Hafer, un villaggio a cinque miglia a sud-est di Sadad, che all'inizio del XX secolo si trovava nel vilayet ottomano di Damasco; qui vivevano circa 300 cristiani ortodossi siriaci, la maggior parte dei quali si era convertita al cattolicesimo. Anche Sadad e Mahïn sono state proposte come possibili identificazioni di Danaba.